# 313-я стрелковая дивизия

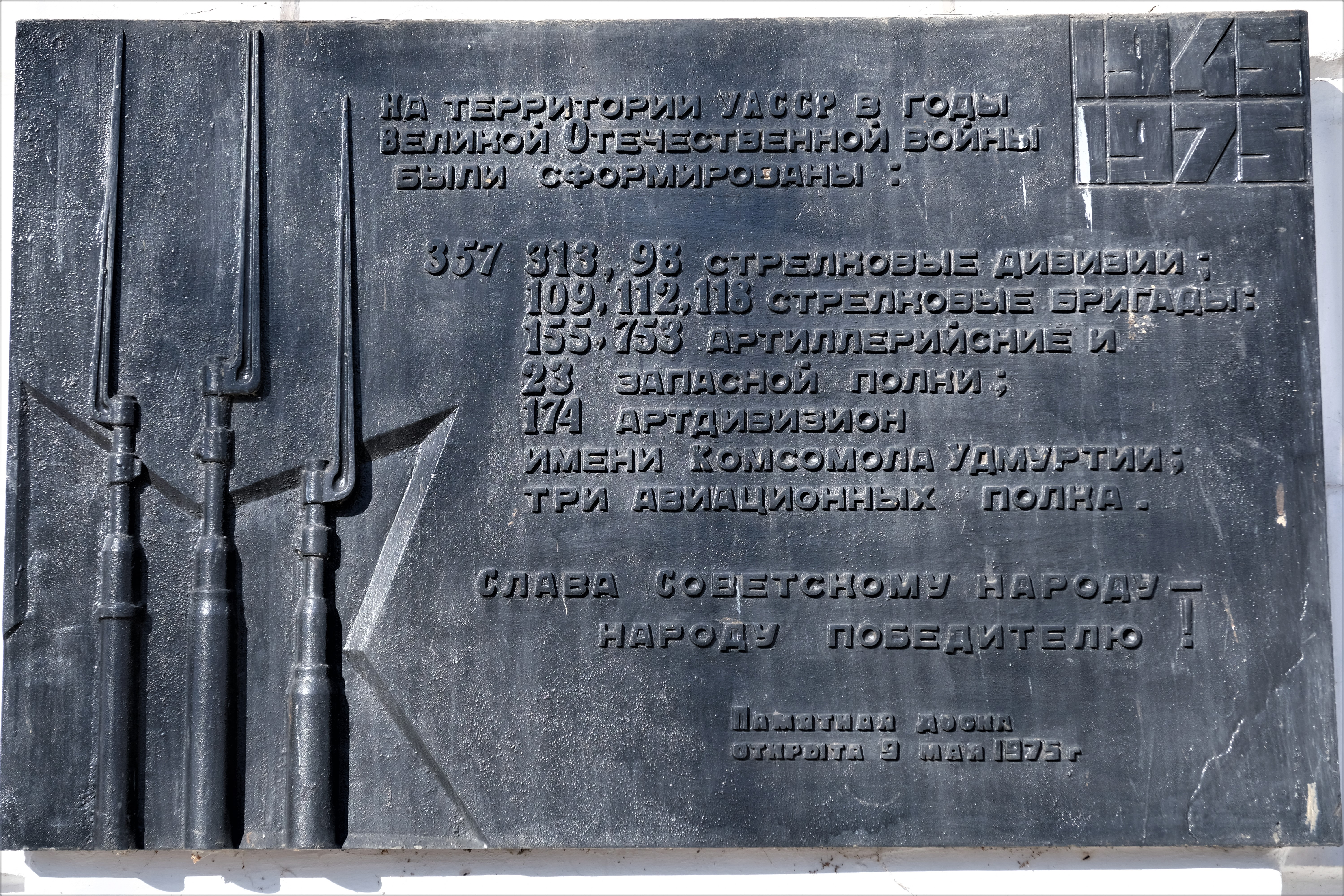
Памятная доска на здании Ижевского арсенала о сформировани 313 сд.

313-я стрелковая дивизия — войсковое формирование (соединение, стрелковая дивизия) РККА ВС СССР в Великой Отечественной войне.
За годы войны стрелковая дивизия прошла боевой путь от Карелии до Германии, на завершающем этапе войны формирование участвовало в освобождении территории Польши, Померании и Восточной Германии. Полное действительное наименование, после окончания Отечественной войны — 313-я стрелковая Петрозаводская дважды Краснознамённая орденов Суворова и Кутузова дивизия.

## История
Сформирована в период с 15 июня по 20 июля 1941 года в Ижевске и Воткинске (Уральский ВО) в рамках реализации постановления ГКО СССР № 48сс, от 8 июля 1941 года. В Ижевске сформирование, обучение и слаживание подразделений 313 сд происходило на территории Парка культуры имени С. М. Кирова. Боевая готовность формирования было определено к 1 августа 1941 года, с местом дислокации город Ижевск УАССР. По завершении сформирования директивой Генштаба № 001357, от 28 августа 1941 года, направлена на Карельский фронт (в Петрозаводск) и поступила в действующую армию 5 сентября 1941 года.
В течение сентября 1941 года 313 сд вела бои с наступающими на Петрозаводск войсками финской Карельской армии. После оставления Петрозаводска директивой СВГК № 002952, от 13 октября 1941 года, передана из 7-й отдельной армии в состав Медвежьегорской оперативной группы Карельского фронта. С декабря 1941 года занимала позиционную оборону к западу от Медвежьегорска.
С 3 по 10 января 1942 года дивизия участвовала в неудачной Медвежьегорской наступательной операции. В дальнейшем до лета 1944 года находилась в позиционной обороне.

Летом 1944 года дивизия в составе 32-й армии Карельского  фронта  (командующий фронтом   генерал армии Мерецков) принимала участие в Свирско-Петрозаводской наступательной операции (21 июня — 9 августа 1944 года).
Начав боевые действия 20.6.44 года усиленными разведгруппами,   части  дивизии заняли город Повенец,  с  21.6.44 года перешли в наступление, и,   преследуя, отходящего на запад противника, в этот же день  подошли к городу Медвежьегорск.  В документах дивизии придание дивизии  для участия в наступлении бронетанковых,  артиллерийских и других  средств  усиления не отмечено.  22.6.44 года после артподготовки  дивизия начала уличные бои по освобождению города с упорно оборонявшимися финскими войсками.  24.6.44 года Медвежьегорск был очищен от финских войск. Противнику  были нанесены значительные потери в живой силе,  захвачены склады  с военным  имуществом  и вооружение.  Потери дивизии составили 119 человек убитыми, 184 человека ранеными. .
После освобождения Медвежьегорска 1070-й стрелковый полк 313-й 
стрелковой дивизии, выделенный из состава 32-й армии для нанесения удара на город   Петрозаводск,   начал  наступление вдоль  Кировской (Мурманской) железной дороги. 
Пройдя за пять суток более 100 км,  28 июня 1944 г. полк   завязал бой на подступах к  городу  Кондопога и к  вечеру того же дня освободил его.  29.6.44 г. 1070-й стрелковый полк вышел к окраинам  Петрозаводска.  Одновременно к городу подходила  368-я стрелковая дивизия 7-й армии. 
Для  освобождения Петрозаводска командование фронта приняло решение высадить с кораблей Онежской военной флотилии десант морской пехоты, 28 июня 1944 г. этот план  был успешно осуществлён   31  отдельным батальоном морской пехоты.
28.6.44 г. столица  Советской Карелии  город   Петрозаводск  был  освобожден.
После освобождения Петрозаводска дивизия продолжила наступление  в  направлении Государственной границы  СССР с Финляндией.
На втором этапе Свирско - Петрозаводской операции после 1.7.44 года наступление проходило в сложных условиях  местности с построенной на ней противником  во время оккупации Карелии  в 1941-1944 г.г.  системой долговременных  оборонительных сооружений и при нарастающем сопротивлении  финнов.
Из воспоминаний  командующего Карельским фронтом К.А. Мерецкова «На службе народу»

Чем ближе к финляндской границе, тем упорнее становилось, сопротивление финнов. Мосты разрушались... Минировался чуть ли не каждый квадратный метр оставляемой территории.  Например,  на дорогах от  Лодейного Поля до  Олонца  наши саперы обнаружили и обезвредили 40 тысяч мин…,  на один километр фронта  приходилось до 12 дотов и  дзотов
11 июля 1944 г., как указано в  Внеочередном боевом донесении командования Карельского фронта   Верховному Главнокомандующему,  313 дивизия и другие части фронта, в результате умелого  маневра штурмом овладели развитым узлом обороны финнов, крупной железнодорожной ст. Суоярви  и населенными пунктами: Сувилахти, Кокониэми, Вяликюля, Кайпа, Лиете и Раяселькя.
Темп наступления значительно замедлился, противник закрепился  на подготовленных оборонительных рубежах,  наступательные действия  приобрели характер локальных операций и отражений контратак противника с потерями с обеих сторон.
Так, 30.7.44 г.  г. во время наступления в районе реки  Толвайоки и Хонковара, проводимого с целью  форсирования реки и захвата плацдарма на её северном берегу,   потери дивизии составили 21 человек убитыми, 47 человек  ранеными, на поле боя противник оставил 93 трупа. 10.8.44 года при отражении атаки противника  потери дивизии составили 16 человек убитыми, ранены 23 человека,  потери финнов составили  16 убитыми.
В дальнейшем, до окончания  боевых действий на финском участке  фронта  5.9.1944 г.,   дивизия занимает прежние рубежи,  бои носят  позиционный характер.
За отличие в боях при освобождении  от немецко – финских захватчиков столицы Карело – Финской ССР – города Петрозаводск   313-й стрелковой  дивизии присвоено  почётное наименование «Петрозаводская» .
После  заключения  19.9.1944 года  перемирия с  Финляндией дивизия 21.9 - 23.9.44 г. совершает марш на  Государственную  границу СССР с Финляндией 1940 года  и несёт службу по её охране.
С 4.11 по 9.11. 44 года 313-я дивизия, согласно приказу 32 армии, передислоцируется по железной дороге в район города Череповец и поступает в оперативной подчинение Архангельского военного округа, занимается боевой учёбой.

В январе 1945 года дивизия переходит в подчинение 134 стрелкового корпуса 19-й армии 2-го Белорусского фронта (командующий фронтом  Маршал Рокоссовский) и с 25.1.45 г. по 7.2.45 г.  железнодорожным транспортом передислоцируется в район Тлущ (32 км северо- восточнее Варшавы), Лохув (Польша).  
В  1945 году в составе 2-го Белорусского фронта  313-я стрелковая дивизия принимает участие в Восточно-Померанской операции, Хойнице-Кезлинской (10 февраля — 6 марта 1945 года) и Данцигской (7 — 31 марта 1945 года) наступательных операциях.

После ряда передислокаций в соответствии с планами командования, совершая пешие марши протяженностью  до 136 км (34 км в день), сосредоточившись районе Грунау,  24.2.44 г. дивизия по приказу командующего 19 армией поступает в оперативное подчинение 3 гвардейского танкового корпуса. 25.2.44 г. 1070 и 1072 стрелковые полки дивизии, посадив по одному батальону на танки в качестве десанта, перешли в наступление и овладели Кристефельде, Бархенсфельде, Штегерс, Бальденберг, Бублиц. За овладение городами Бальденберг, Бублиц  дивизия получила благодарность  Верховного Главнокомандующего Маршала Советского Союза товарища Сталина (Приказ № 285).
Выполняя поставленную задачу и продолжая наступление, преодолев сопротивление противника на подготовленных оборонительных рубежах, 2.3.45 г. дивизия овладела г. Штеглин. 2.3. 45 г. дивизия выведена из оперативного подчинения 3 гвардейского танкового корпуса. Продолжая наступление, дивизия заняла город Штольп, населенные пункты Лабен, Ландехов и ряд других населённых пунктов.

28 марта 1945 года в результате напряженных  боев  с противником, опиравшимся на мощные оборонительные сооружения,  части дивизии заняли  город и крупный военно –морской  порт  Гдыня,  в 11.00. 28.3.45 г. завершили разгром всей группировки немцев, оборонявшей город. Противнику был нанесен значительный  урон в живой силе,  технике  и  вооружении,  взяты в плен  1600 немецких солдат и офицеров. Согласно Журналу боевых действий 313 сд потери дивизии во время штурма Гдыни 26.3.1944.г. - 28.3.1945 г. составили  26.3.44 г. 27 человек убитыми, 100 человек ранеными , 28.3.45 г. 14 человек убитыми, 57 человек ранеными.

10.4.45 г. дивизией получено поздравление командования 134 стрелкового корпуса с награждением дивизии двумя орденами: Указом Президиума Верховного Совета СССР  от 5.4.1945 г. 313 Петрозаводская Краснознамённая дивизия за образцовое  выполнение заданий командования в боях с немецкими захватчиками, за овладение городами Шлохау, Штегерс, Хаммерштайн, Бальденберг, Бублиц награждена Орденом  Красного Знамени, за овладение городом Штольп  Орденом Суворова II степени .
1.5.45 г дивизия получила приказ перейти в наступление и,  форсировав пролив Дивенов,  наступать в направлении Варнов.  В результате 3-х дневных боев с постоянно контратакующим противником, дивизия захватила Нойендорф (Альтмарк), Люсков и другие населенные пункты, разгромив основную группировку противника, выполнила задачу и вышла на южное побережье Балтийского моря.  К утру 5.5.1945 года частями 134 стрелкового корпуса занят последний опорный пункт противника Свинемюнде.  За овладение городом Свинемюнде  дивизия получила благодарность   Верховного Главнокомандующего Маршала Советского Союза товарища Сталина (Приказ№392).  Потери дивизии за 3 дня боев 144 человек убитыми, 407 ранеными.

С 5.5.45 г. дивизия боевых действий не ведёт, занимает оборону Южного побережья Балтийского моря в районе Вест - Дивенов - Варнов.
20.6.45 г. представителем командования 19 армии состоялось вручение орденов  Суворова III степени  1068, 1070, 1072 стрелковым полкам дивизии, награжденных Указом Президиума Верховного Совета СССР от 4.6.1945 г. за овладение городом и портом Свинемюнде.
23.6.45 г. дивизии командованием 134 стрелкового корпуса от имени Президиума Верховного Совета СССР  вручен  Орден Красного Знамени  за заслуги в овладении городами Шлохау, Штегерс, Бальденберг , Бублиц.
Согласно Директиве Военного Совета 19-й армии № 00842 от 15.6.1945 г. дивизия расформирована, личный состав и материальная часть переданы на укомплектование частей 319 стрелковой дивизии 43-й армии.

## Награды
| Награда (наименование)                 | Дата награждения                                             | За что награждена |
| -------------------------------------- | ------------------------------------------------------------ | --- |
| Почётное наименование «Петрозаводская» | Приказ ВГК № 0190 от 10.07.1944 года                         | За отличие в боях освобождении от немецко-финских захватчиков столицы Карело-Финской ССР города Петрозаводск                                                                                       |
| Орден Красного Знамени                 | Указ Президиума Верховного Совета СССР от 19 июня 1943 года  | За образцовое выполнение боевых заданий командования на фронте борьбы с немецкими захватчиками и проявленные при этом доблесть и мужество.                                                         |
| Орден Красного Знамени                 | Указ Президиума Верховного Совета СССР от 5 апреля 1945 года | За образцовое выполнение заданий командования в боях с немецкими захватчиками при овладении городами Шлохау, Штегерс, Бальденберг, Бублиц, Хаммерштайн и проявленные при этом доблесть и мужество. |
| Орден Суворова II степени              | Указ Президиума Верховного Совета СССР от 5 апреля 1945 года | За образцовое выполнение заданий командования в боях с немецкими захватчиками при овладении городом Штольп и проявленные при этом доблесть и мужество.                                             |
| Орден Кутузова II ст                   | Указ Президиума Верховного Совета СССР от 17 мая 1945 года   | За образцовое выполнение заданий командования в боях с немецкими захватчиками при овладении городом и военно-морской базой Гдыня и проявленные при этом доблесть и мужество.                       |

Награды частей дивизии :
Награды частей дивизии :
- 1068-й стрелковый ордена Суворова III ст [13] полк
- 1070-й стрелковый ордена Суворова III ст[13] полк
- 1072-й стрелковый ордена Суворова III ст [13] полк

## В составе
- Уральский ВО — в июле — августе 1941 года
- в резерве Ставки ВГК — в августе — начале сентября 1941 года
- Карельский фронт, 7-я армия — с 05.09.1941 по 24.09.1941 года
- 7-я отдельная армия — с 24.09.1941 по 13.10.1941 года
- Карельский фронт, Медвежьегорская оперативная группа — с 13.10.1941 по 10.03.1942 года
- Карельский фронт, 32-я армия — с 10.03.1942 по 01.09.1944 года
- Карельский фронт, 32-я армия, 135-й стрелковый корпус — с 01.09.1944 по 02.11.1944 года
- 19-я армия, 132-й стрелковый корпус — в резерве Ставки ВГК — с 02.11.1944 по 29.01.1945 года
- 2-й Белорусский фронт, 19-я армия, 132-й стрелковый корпус — с 29.01.1945 по апрель 1945 года
- 2-й Белорусский фронт, 19-я армия, 134-й стрелковый корпус — с апреля 1945 по 29.05.1945 года

## Состав
- управление (штаб)
- 1068-й стрелковый полк
- 1070-й стрелковый полк
- 1072-й стрелковый полк
- 856-й артиллерийский полк
- 372-й отдельный истребительно-противотанковый дивизион
- 396-я зенитная батарея (588-й отдельный зенитно-артиллерийский дивизион) — до 25.05.1943
- 202-й отдельный разведывательный батальон
- 596-й отдельный сапёрный батальон
- 751-й отдельный батальон связи (761-й отдельный батальон связи, 867-я отдельная рота связи)
- 241-й отдельный медико-санитарный батальон
- 394-я отдельная рота химической защиты
- 290-я автотранспортная рота
- 521-я (444-я) полевая хлебопекарня
- 690-й дивизионный ветеринарный лазарет
- 956-я полевая почтовая станция
- 840-я полевая касса Государственного банка

## Командиры
- Павлович, Антон Александрович (10.07.1941 — 16.10.1941), генерал-майор
- Петров, Александр Павлович (17.10.1941 — 19.11.1941), полковник
- Голованов, Григорий Васильевич (20.11.1941 — 27.02.1944), полковник
- Цыганков, Никифор Фомич (28.02.1944 — 04.03.1945), полковник
- Асафьев, Василий Андрианович (05.03.1945 — 09.05.1945), полковник

## Отличившиеся воины дивизии
| Награда                       | Ф. И. О.                 | Должность                                           | Звание  | Дата награждения                                                                            | Примечания |
| ----------------------------- | ------------------------ | --------------------------------------------------- | ------- | ------------------------------------------------------------------------------------------- | --- |
| Звание Герой Советского Союза | Копылов Василий Иванович | командир 2-й стрелковой роты 1072 стрелкового полка | капитан | Звание Героя Советского Союза присвоено посмертно Указом Президиума ВС СССР от 15.06.1946 г | 2 мая 1945 года по сильным арминомётным огнём первый форсировал пролив Дивенов, первым ворвался в траншею, уничтожил 2 пулемёта противника, был ранен, продолжал вести бой, при занятии второй линии траншей был убит. Своими действиями обеспечил высадку всего батальона. |

- Идрисов Нух Идрисович,  лейтенант, командир взвода 1070-го стрелкового полка 313-й стрелковой дивизии подвиг совершил  в период  проведения Свирско - Петрозаводской наступательной операции 27 июля 1944 года. 
 Во время боя за высоту 216.0. в районе озера Толвоярви,  когда из дзота по атакующим бойцам открыл огонь молчавший до этого  пулемёт противника,  лейтенант Идрисов закрыл своим телом амбразуру вражеского дзота, пулемёт замолчал. Своей жизнью офицер открыл путь своим товарищам. 
Посмертно представлен к званию Героя Советского Союза, приказом № 0523 войскам 32 армии от 11.10.1944 года награждён  Орденом Отечественной войны I степени[15].

## Память
- В Ижевске, в парке культуры имени С. М. Кирова, в 1975 году, был установлен обелиск «Карающий меч», в год празднования 30-летия Великой победы, в честь 313-й Петрозаводской дивизии.
- В Ижевске, на здании Ижевского арсенала установлена памятная доска о сформировани 313 сд.
- В селе Янишполе (Карелия) находится братская могила 48-ми воинов 313-й стрелковой дивизии Карельского фронта, погибших в октябре 1941 года в ходе оборонительных боёв Великой Отечественной войны. 30 июня 1990 года на могиле был открыт памятник «Скорбящая мать»[16].
- 5 сентября в Пряжинском районе Карелии отмечается День памяти бойцов 313-й стрелковой дивизии, героических  защитников Пряжинского района в годы Великой Отечественной войны[17]
- Музей 313 сд в муниципальном казённом общеобразовательном учреждении Медвежьегорского района «Повенецкая средняя общеобразовательная школа».

## В дивизии служили
- Григорьян, Григорий Аркадьевич